# 黒石ゆかりの四大作曲家歌碑顕彰碑

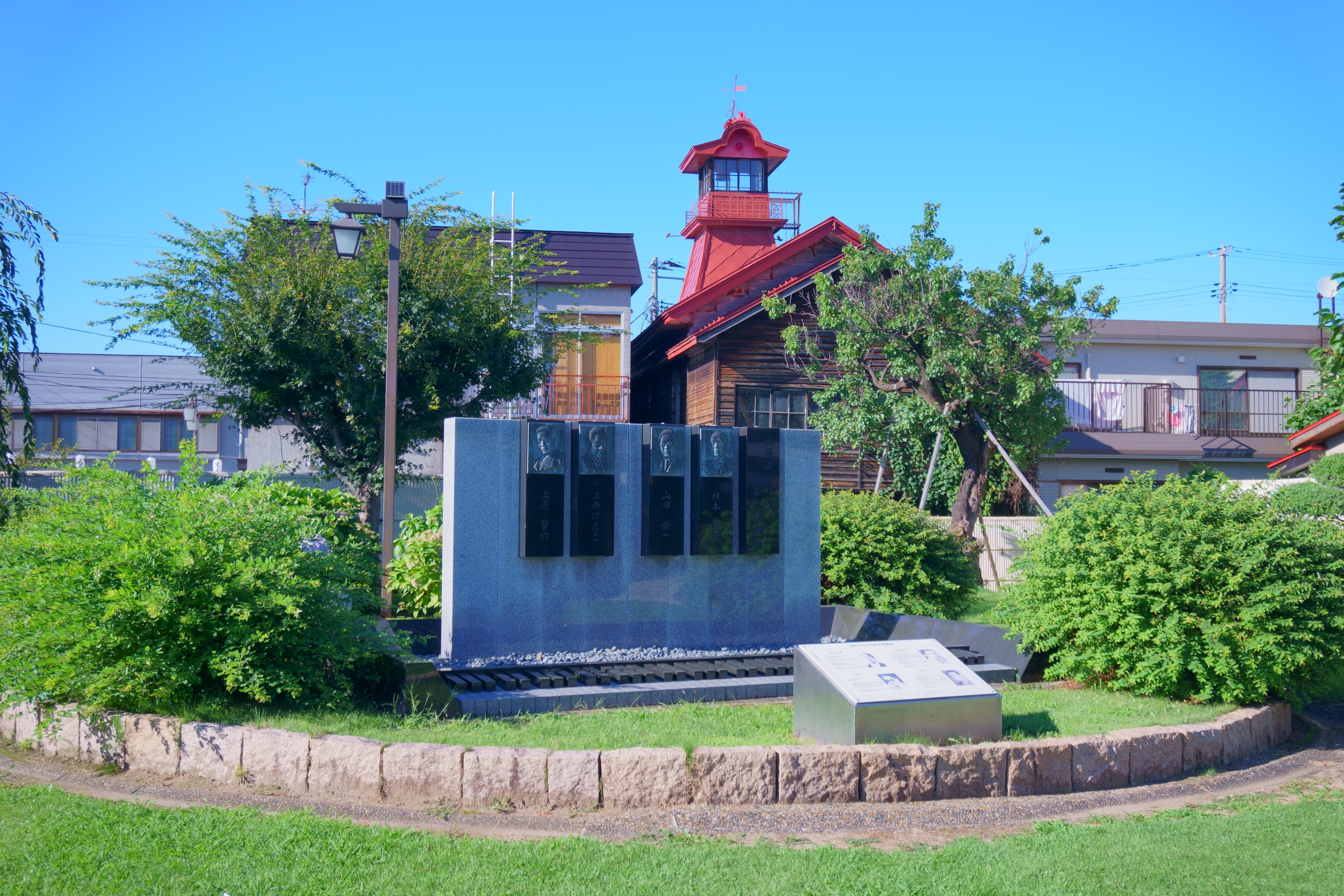
黒石ゆかりの四大作曲家歌碑顕彰碑

黒石ゆかりの四大作曲家歌碑顕彰碑（くろいしゆかりのよんだいさっきょくかかひけんしょうひ）は、青森県黒石市中町かぐじ広場にある作曲家の顕彰碑。

## 概要
黒石市にゆかりのある4人の作曲家（明本京静、山田栄一、上原げんと、上原賢六）を顕彰し、業績を後世に残すために建立された。近くには、上原兄弟の作品紹介や幼少時代からの写真をはじめ、様々な愛用品等を展示する「四大作曲家私設資料館」があり、郷土の作曲家を顕彰している。

## アクセス
- 弘南鉄道弘南線黒石駅から徒歩10～15分